# Приют Магдалины

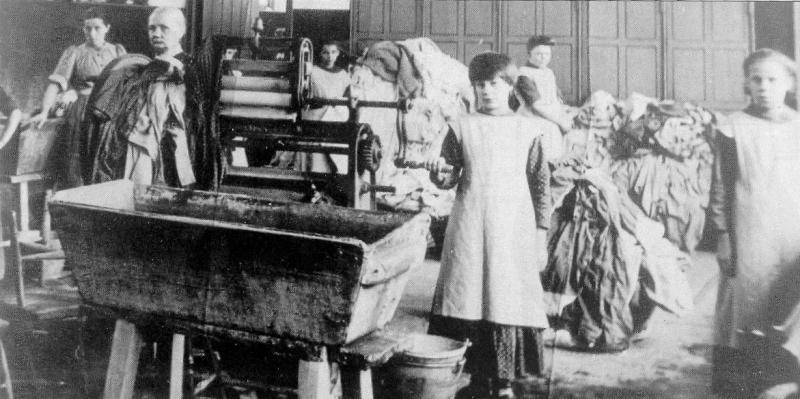
Прачечная Магдалины в Ирландии, начало XX века

Приюты Магдалины (англ. Magdalene asylum; в честь Марии Магдалины) — сеть воспитательно-исправительных учреждений монастырского типа для так называемых «падших женщин», существовавшая с конца XVIII века и до конца XX века. Наибольшее распространение получили в католической Ирландии, хотя существовали и за её пределами, в том числе и у протестантов, в среде которых они и возникли: в Канаде, Великобритании, Франции и других странах Европы, в том числе и в России. Первый подобный приют открыла на Лисон-стрит (Leeson Street) в Дублине в 1767 году Арабелла Денни.
Первоначальная миссия приютов состояла в том, чтобы помочь «падшим женщинам» вновь найти своё место в обществе. Однако к началу XX века приюты по своему характеру всё больше становятся институтами наказания и принудительного труда (по крайней мере в Ирландии и Шотландии). В большинстве приютов их воспитанницы должны были выполнять тяжёлую физическую работу, в том числе прачечную и швейную. Также они должны были соблюдать строгий распорядок дня, включавший длительные молитвы и периоды принудительного молчания. В Ирландии приюты получили обиходное название «прачечные Магдалины» (Magdalene laundries). Последний такой приют на территории Ирландии был закрыт 25 сентября 1996 года.
События в одном из подобных приютов легли в основу фильма Питера Маллана «Сёстры Магдалины» (2002).

## Происхождение

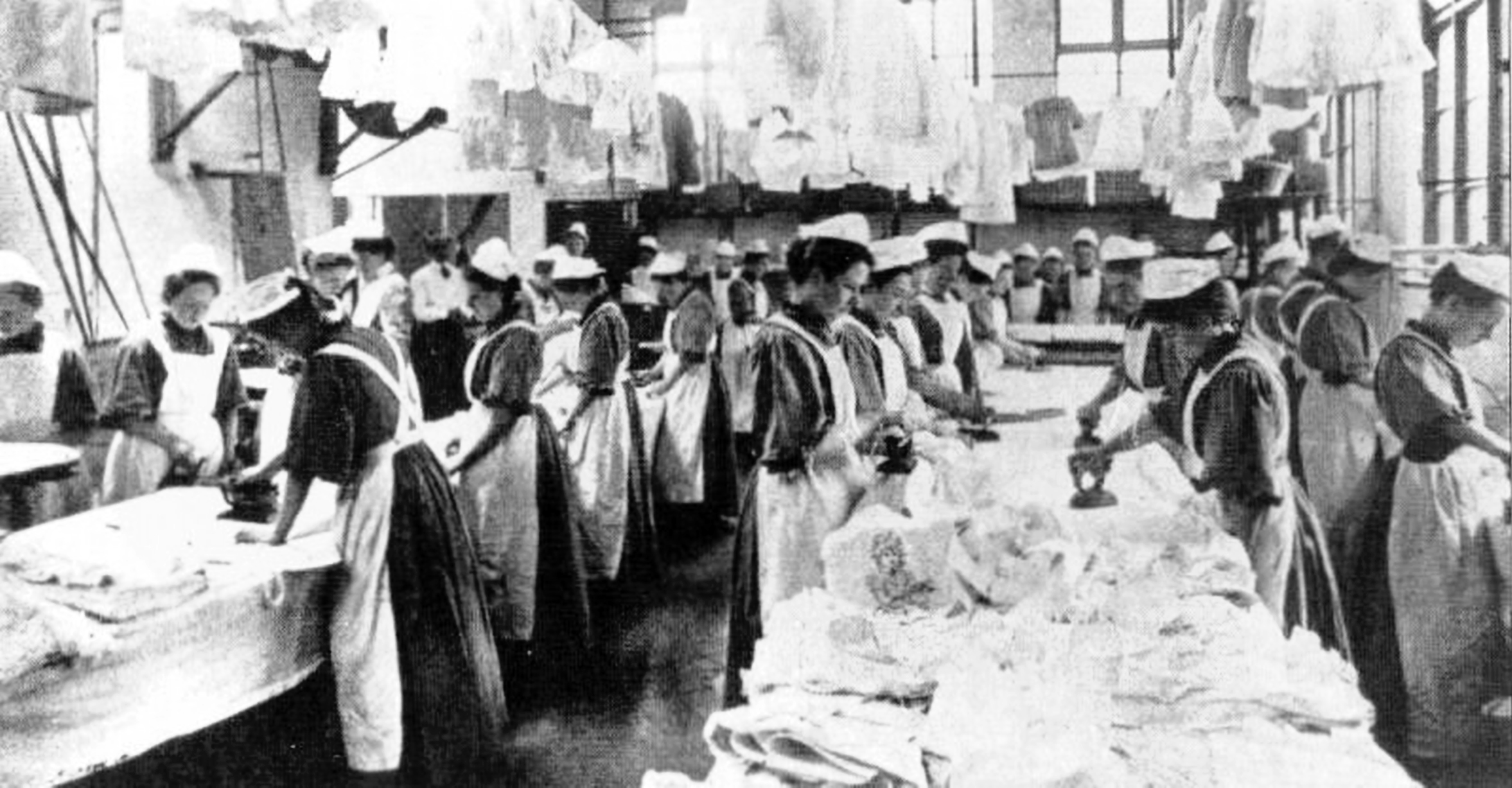
Прачечная Магдалины в Англии, начало XX века

Приюты Магдалины получили широкое распространение на волне протестантского «Движения спасения» (англ. Rescue movement) XIX века, формальной целью которого была реабилитация проституток. Именно в Ирландии сеть подобных приютов получила своё название в честь Марии Магдалины, которая, согласно воззрениям Западных Церквей, искупая свой прежний образ жизни, стала страстной последовательницей Иисуса Христа.
Движение приютов Магдалины в Ирландии вскоре получило одобрение католической церкви, и приюты, которые первоначально задумывались как кратковременные убежища, всё чаще становились учреждениями долгосрочного содержания. Воспитанницы должны были выполнять ряд принудительных работ, в частности, в прачечных, поскольку приюты существовали на основе самофинансирования, а не за счёт финансирования Католической церкви.
По мере того, как движение Приютов Магдалины всё больше удалялось от первоначальных целей Движения спасения (они состояли в том, чтобы найти альтернативную работу для проституток, которые не могли найти себе постоянную работу из-за своей репутации), приюты стали приобретать характер, всё больше напоминающий тюремный. Монахини, наблюдавшие за воспитанницами, получили право применять жёсткие меры с тем, чтобы отбить у воспитанниц желание покинуть приют и привести к покаянию.

## Условия содержания
Как показывают регистрационные книги приютов, на ранней стадии их существования многие женщины приходили в приюты и уходили из них по своей собственной воле, иногда неоднократно.
По мнению Ф. Финнеган, поскольку многие воспитанницы в прошлом были проститутками, считалось, что они нуждаются в «исправительном наказании», «покаянии». Воспитанниц называли «детьми», а они сами должны были, вплоть до 1970-х гг, называть всех сотрудниц персонала «матерями», независимо от их возраста. Для принуждения к порядку и поддержания монастырской атмосферы воспитанницы должны были соблюдать строгое молчание в течение большей части дня, были распространены телесные наказания.
Со временем приюты Магдалины стали помещать у себя не только проституток, но и матерей-одиночек, женщин с задержками в развитии, подвергшихся сексуальному насилию в детстве, и даже молодых девушек, чьё поведение родственники считали чрезмерно игривым, либо имевших «слишком соблазнительную внешность». Параллельно с приютами Магдалины в это время в Великобритании и Ирландии существовала и сеть государственных приютов, куда помещали «социально девиантных» людей. Как правило, женщин направляли в подобные заведения по требованию членов семьи (обычно мужчин), священников и врачей. При отсутствии родственника, который бы мог поручиться, воспитанницы могли остаться в приюте до конца жизни, часть из них была вынуждена в связи с этим принять монашеский обет.
Учитывая царившие в Ирландии консервативные ценности, в том числе и в сфере отношений между полами, существование приютов Магдалины одобрялось обществом вплоть до второй половины XX века. Исчезновение приютов Магдалины было вызвано, по мнению Френсис Финнеган, не столько изменением в отношении общества к сексуальным проблемам, сколько появлением стиральных машин.

## Публичный скандал
Существование приютов в Ирландии не привлекало внимание общественности до тех пор, пока в 1993 г. монашеский орден в Дублине принял решение продать часть своего прихода компании по торговле недвижимостью. На территории бывшего приюта были обнаружены останки 155 его воспитанниц в безымянных могилах, которые затем были кремированы и перезахоронены в братской могиле на кладбище Гласневин. Поскольку кремация в католической Ирландии рассматривается как тёмное наследие язычества, разгорелся публичный скандал. В 1999 г. Мэри Норрис, Джозефина Маккарти и Мэри-Джо Мак-Дона, бывшие воспитанницы приюта, дали показания о том, как с ними обращались. В 1997 г. Канал 4 (англ. Channel 4) показал документальный фильм «Секс в холодном климате» (англ. Sex in a Cold Climate), где опросил бывших воспитанниц приютов Магдалины, свидетельствовавших о многократном сексуальном, психологическом и физическом насилии, а также изоляции от окружающего мира на неопределённый период времени.
В начале XXI века при обследовании приюта Бетани были обнаружены безымянные могилы детей, умерших в этом приюте. Этот приют находился в Ратгаре до закрытия в 1972 г., и ещё до этого открытия неоднократно обвинялся в злоупотреблениях и небрежном отношении к воспитанницам.
В мае 2009 г. Комиссия по расследованию злоупотреблений против детей выпустила 2000-страничный отчёт, где были засвидетельствованы заявления сотен жителей Ирландии о том, что они в детском возрасте в период 1930−1990 гг. подвергались сексуальному насилию в сети государственных или церковных приютов или школ, предназначенных для воспитания детей из бедных семей или сирот. Виновниками случаев насилия были монахини, священники, нецерковный персонал этих заведений и их спонсоры. Обвинения касались многих католических школ и государственных «индустриальных школ», а также приютов Магдалины.
После 18-месячного расследования, 5 февраля 2013 года комиссия опубликовала доклад. Согласно ему, были обнаружены «существенные» признаки сговора при приеме тысяч женщин в учреждения. Выжившие женщины, уже пожилые, угрожают голодовкой в знак протеста против того, что сменяющие другу друга ирландские правительства так и не сумели выделить финансовую компенсацию для тысяч женщин, находившихся там на положении рабынь. Премьер Энда Кенни затягивал с принесением извинений, что вызвало критику со стороны других членов Палаты представителей Ирландии. Кенни пообещал через две недели открыть в нижней палате полноценные дебаты по теме, «после чего у народа будет возможность ознакомиться с отчетом о том, к каким результатам они привели». Жертвы очень критически отнеслись к факту, что извинения не были принесены немедленно.

## В культуре и искусстве
- В повести «Яма» (написана в 1909—1915 годах) А. И. Куприна одна из героинь повести (проститутка Женька) в разговоре с благотворительницей даёт приютам гневную отповедь, говоря, что в приютах Магдалины даже хуже, чем в борделях.
- «Секс в холодном климате»[англ.] — ирландский документальный фильм 1998 года о приютах Магдалины.
- «Сёстры Магдалины» — совместный (Великобритания и Ирландия) фильм 2002 года.
- «Мелочи жизни» — совместный (Бельгия и Ирландия) фильм 2024 года в главной роли с Киллианом Мерфи. Фильм не показывает весь объём жестокости этих учреждений, но даёт много контекста для понимания этого феномена.

И в «Яме» А. И. Куприна, и в «Сёстрах Магдалины» приюты Магдалины описываются, как жуткое для воспитанниц место, с тяжёлой для них жизнью, с тяжёлым трудом, унижениями, моральным подавлением и изнасилованиями воспитанниц.
- «Филомена» (2013) фильм Стивена Фрирза

- Певица Шинед О'Коннор, сама в прошлом заключённая приюта Магдалины, всю оставшуюся жизнь публично обличала католическую церковь. С этим был связан её демарш 3 октября 1992 года[англ.], когда она, спев песню «Война»[англ.] Боба Марли в прямом эфире Saturday Night Live, закончила своё выступление перед многомиллионной телеаудиторией тем, что разорвала фото папы Римского Иоанна Павла II и заявила: «Сражайтесь с настоящим врагом!» (это было в период войны США в Персидском заливе и в Боснии), что вызвало грандиозный скандал, — через две недели Мадонна, Харви Кайтел, Джо Пеши, Джен Хукс и другие знаменитости выступили со встречной критикой певицы, — Мадонна разорвала фото Джоуи Бутафуоко повторив «Сражайтесь с настоящим врагом!» и заявила, что церковь и религия не являются врагами сами по себе, но восприятие секса обществом. Пеши, выступая в эфире той же передачи, предъявил аудитории склеенное фото папы Римского скотчем, и заявил, что если бы он был рядом с Шинед в тот момент, то утащил бы её со сцены за волосы и отхлестал, даже если бы пришлось тащить её за брови (О'Коннор была побрита наголо), сказав, что Папа уже вероятно простил певицу за произошедшее, но «я не такой как Папа, я итальянец». Прокатилась волна публичных разрываний фотографий всех подряд. Этот демарш стоил певице карьеры, но даже незадолго перед смертью она заявляла, что не раскаивается в содеянном, и, что выразить свой протест для неё было важнее успешной карьеры исполнительницы.